# Leptomyrmex varians
Leptomyrmex varians é uma espécie de formiga do gênero Leptomyrmex.